# 燕麦甾醇
燕麦甾醇（英語：Avenasterol，或称为δ-7-燕麦甾醇，或豆甾-7,24Z-二烯-3β-醇）是一种天然的豆甾烷型植物固醇，最早在燕麦（avena sativa）中发现，因而得名